# Hans Leuzinger

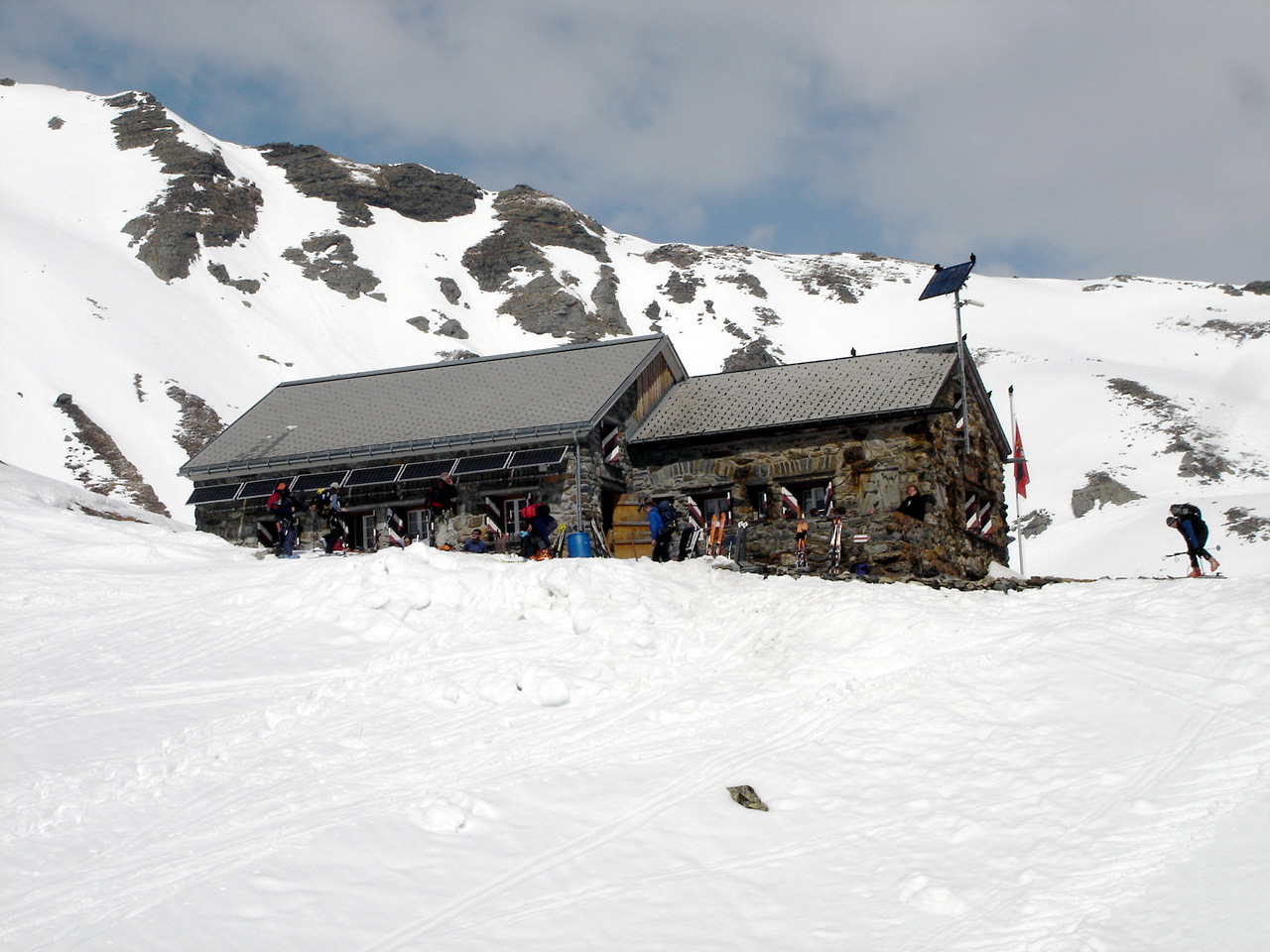
Fridolinshütte, 1921–1922

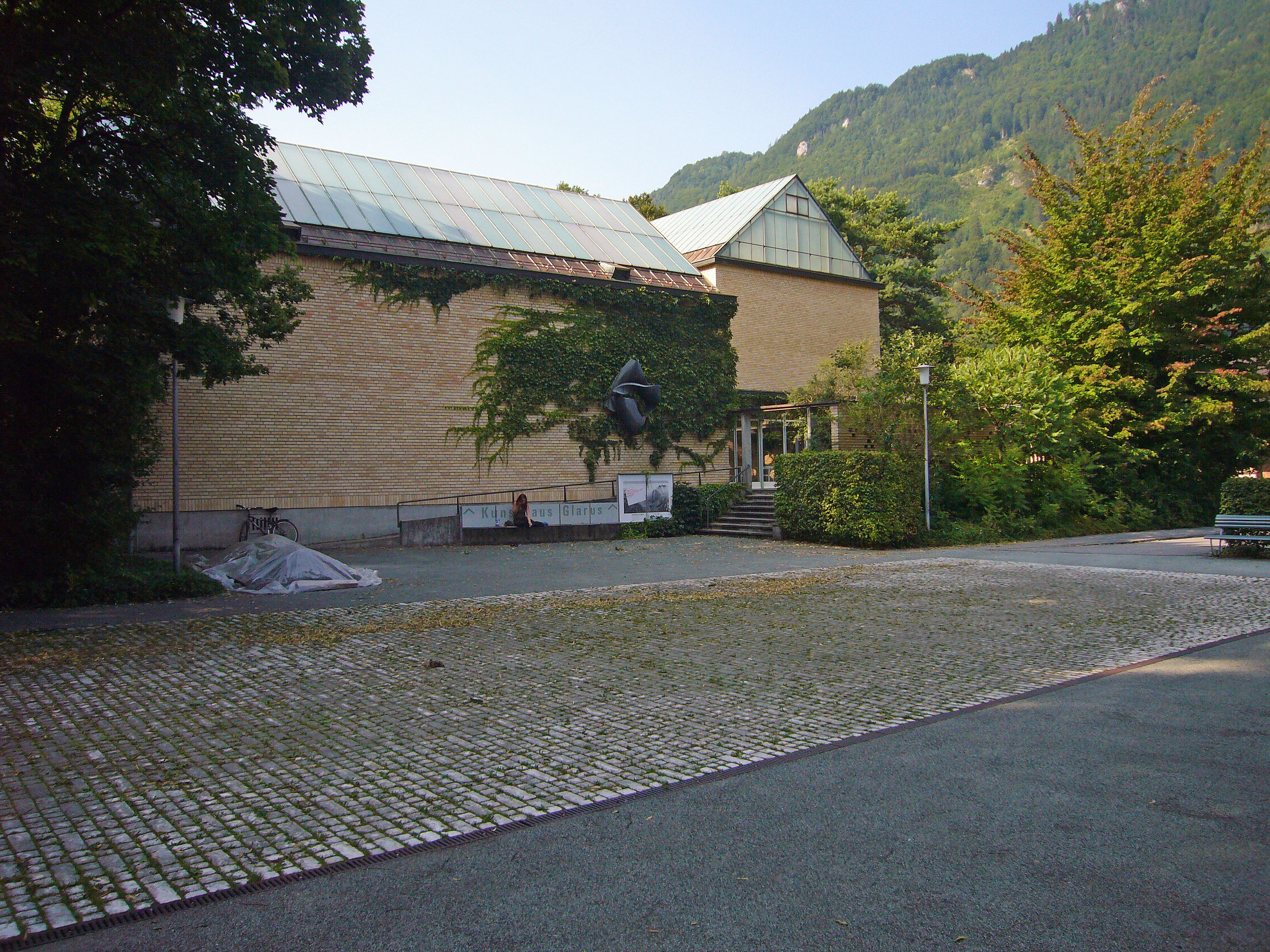
Kunsthaus Glarus, 1951–1952

Hans Leuzinger (* 11. Februar 1887 in Glarus; † 21. August 1971 in Zollikon) war ein Schweizer Architekt. Nach seiner Ausbildung noch dem Neoklassizismus verpflichtet, prägte er den Beginn des modernen Bauens im Kanton Glarus und machte sich dort im Heimatschutz und der Bauforschung einen Namen.

## Leben
Hans Leuzinger stammt aus einer alteingesessenen Baumeister- und Architektenfamilie; sein Grossvater Kaspar Leuzinger (1816–1871) war mit seinem Baugeschäft bereits am Wiederaufbau des Kantonshauptortes nach dem grossen Brand von Glarus 1861 massgeblich beteiligt gewesen. Nach der Matura in Glarus studierte Leuzinger ab 1906 an der ETH Zürich Architektur, ein Jahr später wechselte er an die  Technische Hochschule Stuttgart, wo er 1911/1912 diplomierte. Anschliessend arbeitete er in verschiedenen Büros, unter anderem bei Streiff und Schindler in Zürich und bei Bruno Schmitz in Berlin.
Nach dem Ersten Weltkrieg, in dem er als Offizier der Genietruppen Aktivdienst leistete und in dieser Funktion Militärbrücken baute, begann er seine berufliche Karriere zunächst, neben Kleinbauten und Inneneinrichtungen mit Kindergärten. Im Verlaufe der zwanziger Jahre machte er sich zunehmend einen Namen als Architekt von Berghäusern und -hütten, die weithin in der Fachpresse rezipiert wurden und zu seinem Ruf als Pionier der Moderne im alpenländischen Bauen beigetragen haben. Mit seinen zahlreichen Bauten im Glarner Tal, unter anderem für das Kantonsspital Glarus, für Altenheime und Wohnhäuser, blieb er in dieser Zeit traditionellerer Formensprache verhaftet.

## Werke (Auswahl)
- Fridolinshütte, Berghütte, Tödigebiet, 1921–1922.
- Tuberkulosehaus, Sanatorium, Glarus, 1922–1924.
- Skihütte Elmerberg, Ennetberge, 1926.
- Zum Sonnenhügel, Wohnhaus, Glarus, 1927.[1][2]
- Uf dr Höchi, Ferienhaus, Braunwald, 1927.
- Planurahütte, Berghütte, Claridengebiet, 1929–1930.
- Haus Fuhrhorn, Ferienhaus, Braunwald, 1930.
- Kinderkrippe, Ennenda, 1930–1931.
- Haus Morgenthaler, Atelierhaus, Zürich, 1931.
- Ortstockhaus, Sportherberge, Braunwald, 1931.
- Eigenheim, Zollikon, 1932–33.
- Ackerstrasse, Reihenwohnhäuser, Zürich, 1934–1935.
- Halle für die Zementindustrie, Pavillon für die Schweizerische Landesausstellung 1939 (mit Ingenieur Robert Maillart, abgebrochen).
- Draussen Wohnen, Ausstellung Basel, Skihütte auf dem Sigriswiler Grat, 1935.
- Ferienhaus Akelei, Braunwald, 1940–1941.
- Wohlfartgebäude Erlenhof, Kantinen- und Personalgebäude der Therma AG, Schwanden, 1947–1948.
- Kunsthaus Glarus, Museum, Glarus, 1951–1952.
- Pavillonschule, Primarschule, Niederurnen, 1953–1954.
- Jakobsblick, Gemeindesaal, Niederurnen, 1955–1956.